# 法学セミナー
『法学セミナー』（ほうがくセミナー）は、日本評論社から出版される法律系月刊誌。略称は法セミ。

## 概要
1956年4月に法律時報の学生版として創刊。2009年現在は法学部生のみならず、法科大学院生もターゲットにしている。2004年4月号より本文が横組みになった。